# سعید العویران
سعید عویران (عربی: سعيد علي العویران الدوسري؛ زادهٔ ۱۹ اوت ۱۹۶۷) یک بازیکن فوتبال اهل عربستان سعودی است که در سال ۱۹۹۴ بازیکن سال فوتبال آسیا شده‌است.
وی همچنین در تیم ملی فوتبال عربستان سعودی بازی کرده‌است.
عویران زنندهٔ یکی از زیباترین گل‌های تاریخ جام‌های جهانی است که آن را در مقابل بلژیک در پانزدهمین دوره این مسابقات در سال ۱۹۹۴ در ایالات متحده آمریکا به ثمر رساند.